# Věra Gondolánová
Věra Gondolánová (21. března 1954 Brutovce – 21. ledna 2021) byla romská zpěvačka. V šedesátých letech 20. století patřila se svými bratry k prvním romům, kteří vystupovali v československé televizi. Jako jedna z mála českých zpěvaček koncertovala v pařížské Olympii.

## Životopis
Narodila se v obci Brutovce na Slovensku. S rodinnou kapelou Bratři Gondolánové a také s ruským folklorním souborem vystupovala již od patnácti let (koncert v divadle Rokoko v roce 1969). Vystupovala s Tanečním orchestrem Československého rozhlasu. S Karlem Gottem nazpívala například písně Somewhere Over The Rainbow nebo Can't Buy Me Love. Skupina sourozenců Gondolánových ukončila svoji činnost v roce 1973. Bratr Jiří Gondolán a Věra emigrovali do Austrálie. Zde se vdala. Začala zpívat soul a komorní jazz, těmto žánrům poté zasvětila celý svůj život.
Po sametové revoluci se vrátila s manželem do České republiky, ale stále a často se vracela do Francie. Vystupovala na festivalech v Montreuil, Paříži a Lionu nebo v klubech. V Čechách zpívala téměř deset let s kapelou Ondřej Havelka a jeho Melody Makers mimo jiné skladby jako Summertime nebo Takin' A Chance On Love. Vystupovala také s Big Bandem Felixe Slováčka i v jazzových klubech. Zúčastnila se festivalu Khamoro.
Hudební odborníci oceňovali její spontánní projev a skvělou hlasovou techniku, která jí umožňovala zpívat písně Eli Fitzgeraldové. V roce 2004 vydala album Klenoty romské hudby. Zemřela po těžké nemoci ve věku šedesáti šesti let. 
Její biografický medailonek je součástí výpravné publikace Amendar. Pohled do světa romských osobností, která nabízí pohled na život 254 romských osobností, jejichž životy byly nebo jsou v průběhu dvacátého a jednadvacátého století spojeny s Českou republikou.

### Vzpomínky
„Odešla po dlouhé nemoci, tak jak jsem ji znal... krásná, hrdá, statečná a pro mě nejtalentovanější z celé rodiny,” napsal její synovec Filip Gondolán.
„Měla ráda lidi a fakt jsem na ni zbožňovala, že nedělila lidi na Romy a ne Romy, tohle jí bylo strašně cizí. Vždycky byla obklopena dost různorodou partou lidí, které spojovala láska k hudbě a její písním a jí….,“ píše na závěr své vzpomínky Jarmila Balážová.